# Бінарна інтеркаляційна сполука графіту
Біна́рна інтеркаляці́йна сполу́ка графі́ту (рос. бинарное интеркаляционное соединение графита, англ. binary graphite intercalation compound — інтеркаляційна сполука графіту, що містить одну хімічну сполуку окрім графіту, при цьому йони (або інші рівноважні форми), які можуть утворитись з такої сполуки, не вважаються за іншу хімічну форму.